# Nambu Type 4 ou A
Le pistolet japonais Nambu Type A ou 4 fut la première arme de poing créée par Kijiro Nambu en 1902. Elle fut produite en petit nombre pour équiper la Marine impériale japonaise (1909) et l'armée thaïlandaise (1920). Par rapport au Type 14 qui lui succéda, il en diffère par sa hausse réglable, sa sécurité de poignée et l'absence de sûreté de chargeur. Ce modèle est appelé Grandpa Nambu aux États-Unis. Son canon comporte 6 rayures à droite. C'est enfin une arme fonctionnant en simple action.